# Ou Raadsaal

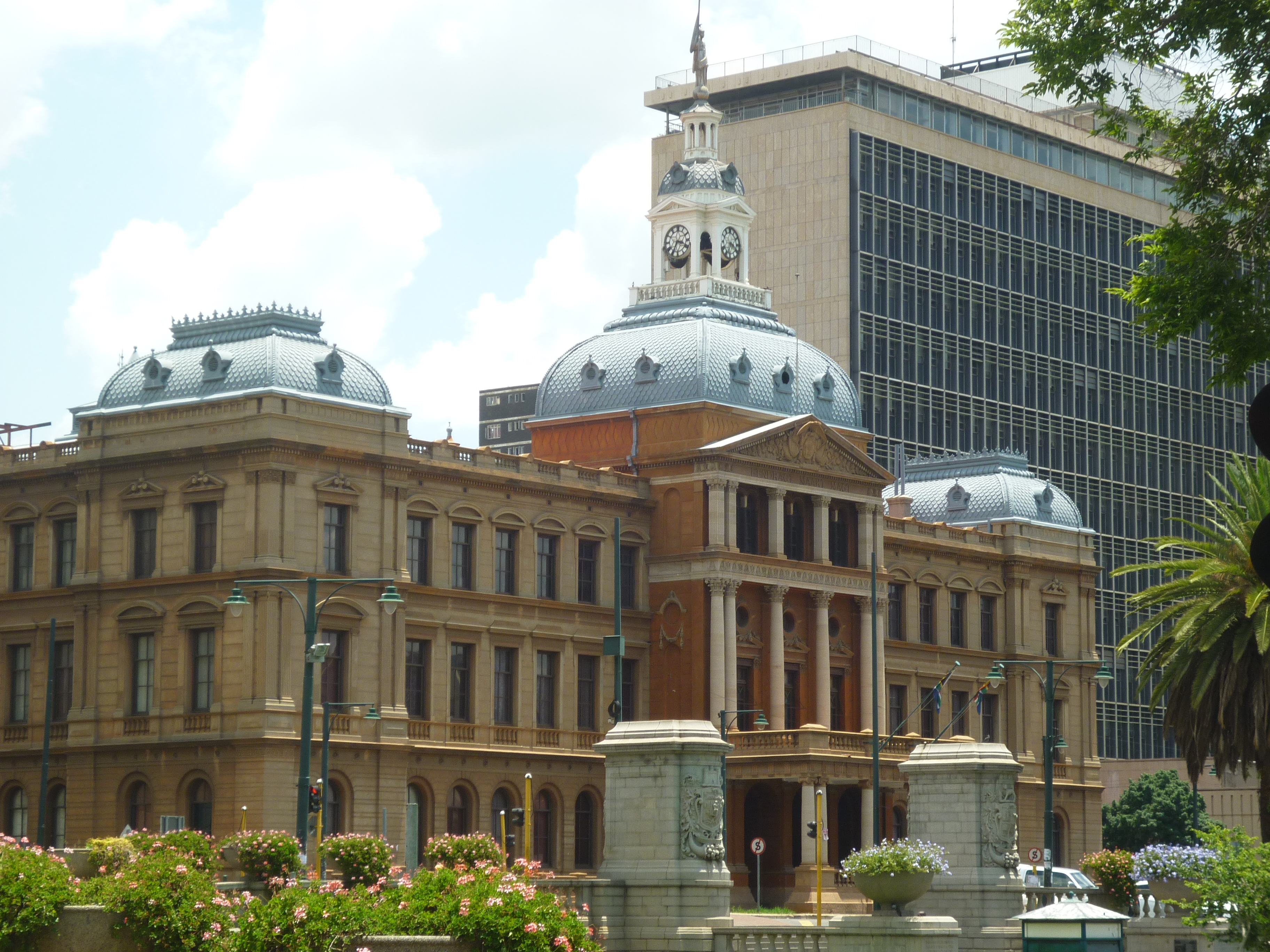
Ou Raadsaal in Pretoria

Der Ou Raadsaal (deutsch: Alter Ratssaal) war das Parlamentsgebäude der Südafrikanischen Republik. Es befindet sich auf der Südseite des Kerkplein/Church Square in Pretoria, der Hauptstadt Südafrikas.

## Architektur
Das Gebäude im Neorenaissancestil wurde von Sytze Wopke Wierda entworfen. Die Statue auf dem Turm soll Athene, der griechischen Göttin der Weisheit, der Industrie und der Landwirtschaft darstellen. Während der Restaurierung von 1962 wurde über dem Eingang das britische Wappen gegen ein Replikat des Wappens der Südafrikanischen Republik ausgetauscht. Darunter befindet sich in niederländischer Sprache der Wahlspruch „EENDRAGT MAAKT MAGT“ (deutsch: Einigkeit macht stark). Zu Beginn der 1990er Jahre wurde das Haus erneut renoviert.

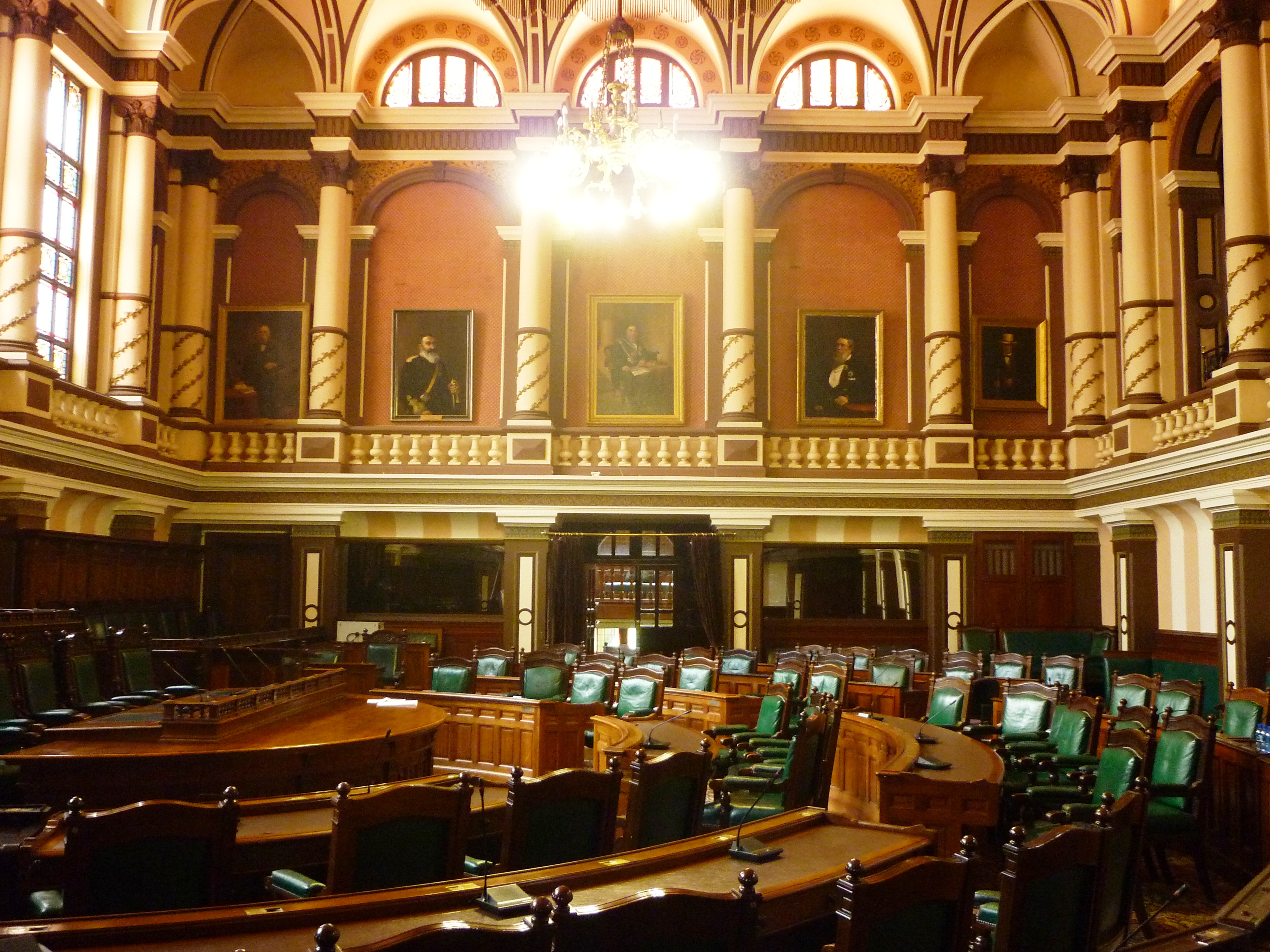
Plenarsaal

Der Plenarsaal ist in der Mitte des Gebäudes untergebracht. Die ganze Halle wurde in ihren ursprünglichen Zustand zurückversetzt. Die Nussbaumstühle der Parlamentarier sind mit grünem marokkanischen Leder gepolstert und wurden in der ursprünglichen Hufeisenform aufgestellt, nachdem sie nach der britischen Besetzung entlang der Wände aufgestellt worden waren. Hinter dem Stuhl des Parlamentspräsidenten befindet sich ein geschnitztes Wappen der Südafrikanischen Republik.

## Geschichte
Am 6. Mai 1889 legte Präsident Paul Kruger den Grundstein für das Parlamentsgebäude. Im Gebäude tagte ab Mai 1890 der Volksraad. Während des Zweiten Burenkrieges nutzten es die Briten nach der Einnahme Pretorias am 5. Juni 1900. Nach der Gründung der Republik Südafrika beherbergte es ab 1962 den Provinzrat des Transvaals. Heute wird es von der City of Tshwane Metropolitan Municipality genutzt.
In der oberen Etage des Hauses wurde 1892 das Transvaal Museum gegründet. Aus Platzgründen zog das Museum jedoch an einen anderen Ort.